# Eustomias polyaster
Eustomias polyaster és una espècie de peix de la família dels estòmids i de l'ordre dels estomiformes.

## Morfologia
- Els mascles poden assolir 14,2 cm de longitud total.[3][4]

## Hàbitat
És un peix marí i d'aigües tropicals.

## Distribució geogràfica
Es troba al Golf de Mèxic i el Carib.